# Aleksandr Egnataszwili
Aleksandr Jakowlewicz Egnataszwili (gruz. ალექსანდრე ეგნატაშვილი; ur. 11 maja?/23 maja 1887 w Gori, zm. 31 grudnia 1948 tamże) – funkcjonariusz radzieckich organów bezpieczeństwa, generał porucznik bezpieczeństwa państwowego, zastępca szefa ochrony Stalina.

## Życiorys
Gruzin, w 1900–1907 uczył się w gimnazjum w Tbilisi (nie ukończył), służył w komendanturze moskiewskiego Kremla, w 1930–1932 był dyrektorem domu wypoczynkowego w Forosie na Krymie.
Od 23 listopada 1938 funkcjonariusz NKWD, pracownik Głównego Zarządu Bezpieczeństwa Państwowego, od 28 grudnia 1938 major bezpieczeństwa państwowego, a od 14 marca 1940 starszy major bezpieczeństwa państwowego. Od 27 lutego do 31 lipca 1941 zastępca szefa Wydziału 1 NKGB ZSRR, od 8 sierpnia 1941 do 17 maja 1943 zastępca szefa Wydziału 1 NKWD ZSRR, 14 lutego 1943 awansowany na komisarza bezpieczeństwa państwowego, od 17 maja 1943 do 28 marca 1945 szef Wydziału 6 i zastępca szefa Zarządu 6 NKGB ZSRR, 10 kwietnia 1944 awansowany na komisarza bezpieczeństwa państwowego 3 rangi. Od 25 marca 1945 do 21 stycznia 1947 szef Zarządu Obiektów Specjalnych na Krymie NKWD/MWD ZSRR, 9 lipca 1945 mianowany generałem porucznikiem, od 21 stycznia 1947 do maja 1948 szef Zarządu Obiektu nr 100 Głównego Zarządu Ochrony MGB ZSRR. 
Pochowany w Gori.

## Odznaczenia
- Order Czerwonego Sztandaru (26 kwietnia 1940)
- Order Kutuzowa I klasy (24 lutego 1945)
- Order Czerwonego Sztandaru Pracy (20 września 1943)
- Order Czerwonej Gwiazdy (12 maja 1945)
- Odznaka "Zasłużony Funkcjonariusz NKWD" (4 lutego 1942)

I medale.